# Musée des beaux-arts de Helsinki
Le Musée des beaux-arts de Helsinki (finnois : Helsingin taidemuseo, sigle HAM), avant le 15 mai 2010 Musée municipal d'art d'Helsinki (finnois : Helsingin kaupungin taidemuseo), est un musée situé dans le quartier de Kamppi au centre d'Helsinki en Finlande.

## Collections
Le Musée d'art d'Helsinki possède plus de 8 800 œuvres dont la majorité sont des œuvres de l'art finlandais des XXe et XXIe siècles.
Il possède aussi des œuvres étrangères et des œuvres de maîtres finlandais plus anciens.
Les collections les plus remarquables offertes au musée sont celles de Katarina et Leonard Bäcksbacka, de Gösta Becker, d'Iris Roos-Hasselblatt, d'Elsa Arokallio, d'Aune Lindeberg, de Katriina Salmela-Hasan et David Hasan, d'Aune et Elias Laaksonen ainsi que de Martta et Reino Sys.

## Lieux d'exposition

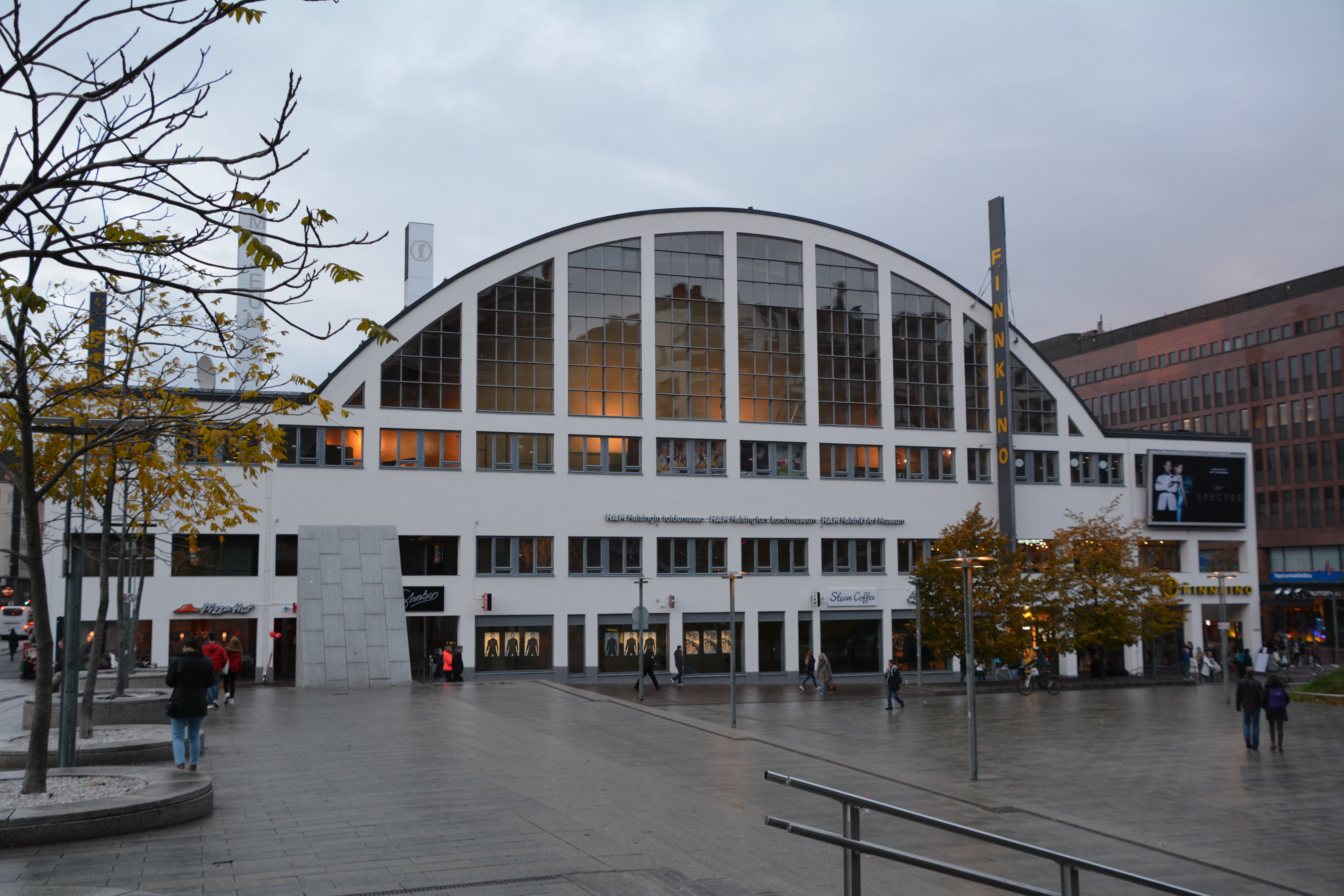
La face ouest du Palais du Tennis, un des bâtiments d’exposition du musée.

### Palais du Tennis
Le lieu d'exposition principal du musée est le palais du tennis depuis 1999

### Galerie de Kluuvi
Le musée gère aussi la Galerie de Kluuvi (fi) qui expose des œuvres d'art moderne Finlandais.

### Œuvres publiques de la ville d'Helsinki
Le musée est aussi responsable des statues et monuments mémoriaux d'Helsinki et d'autres collections artistiques de la ville.
Les statues et mémoriaux érigés dans plus de 200 parcs, rues et places d’Helsinki sont gérés par le Musée.
Environ 40 pour cent des collections sont exposés dans des endroits publics.

## Galerie

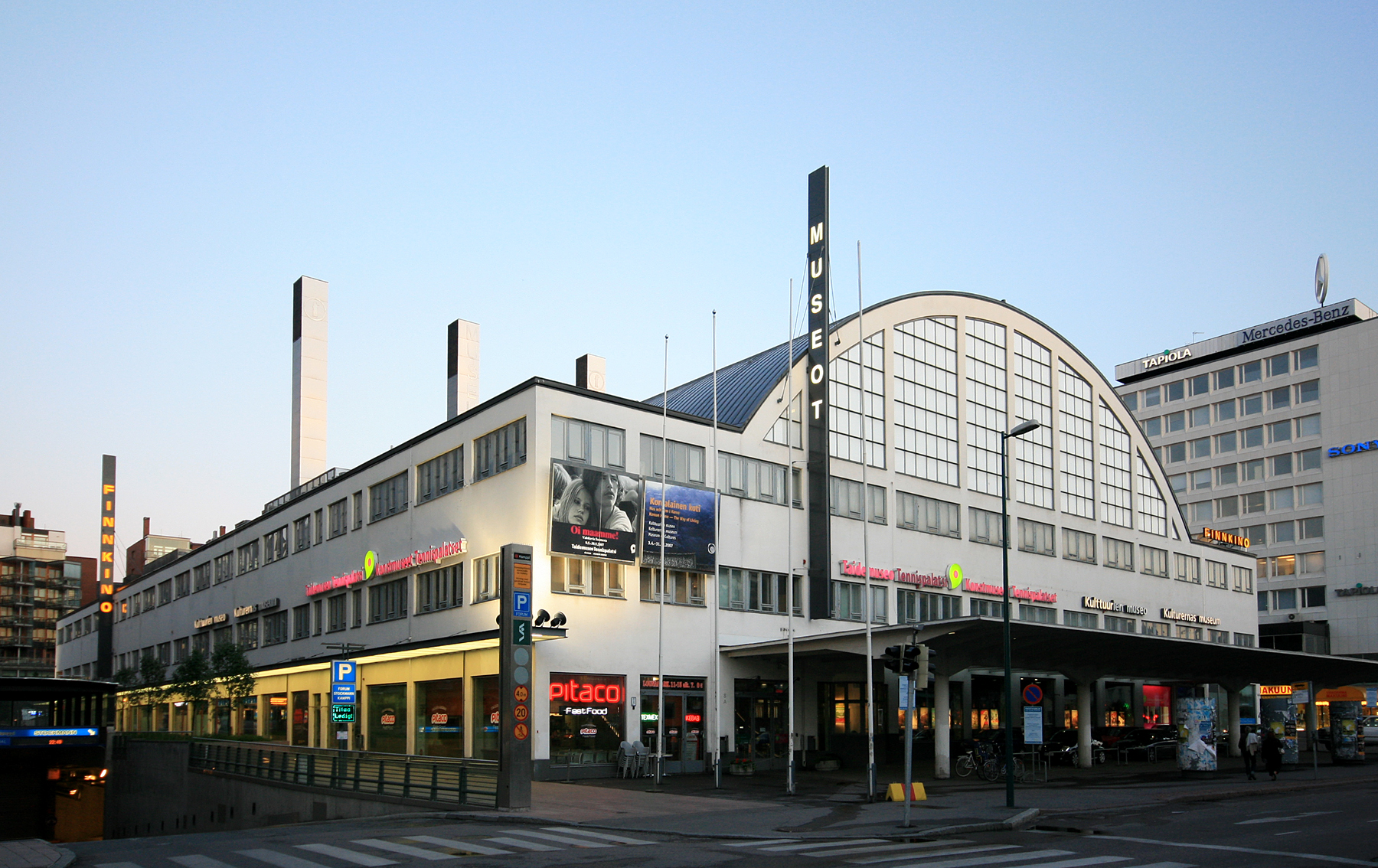
Le palais du tennis vu de la rue Eteläinen rautatiekatu.
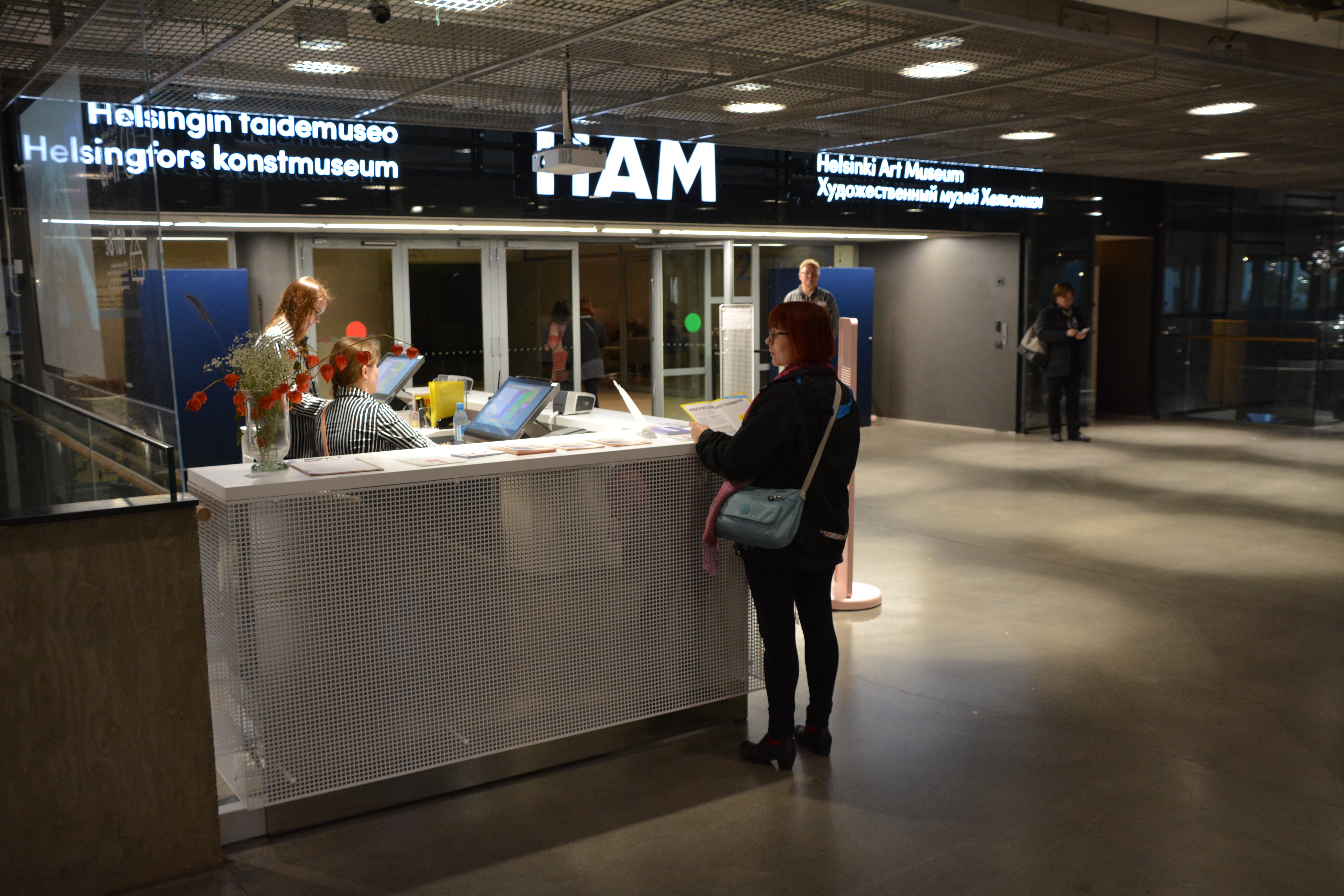
L'entrée du musée.
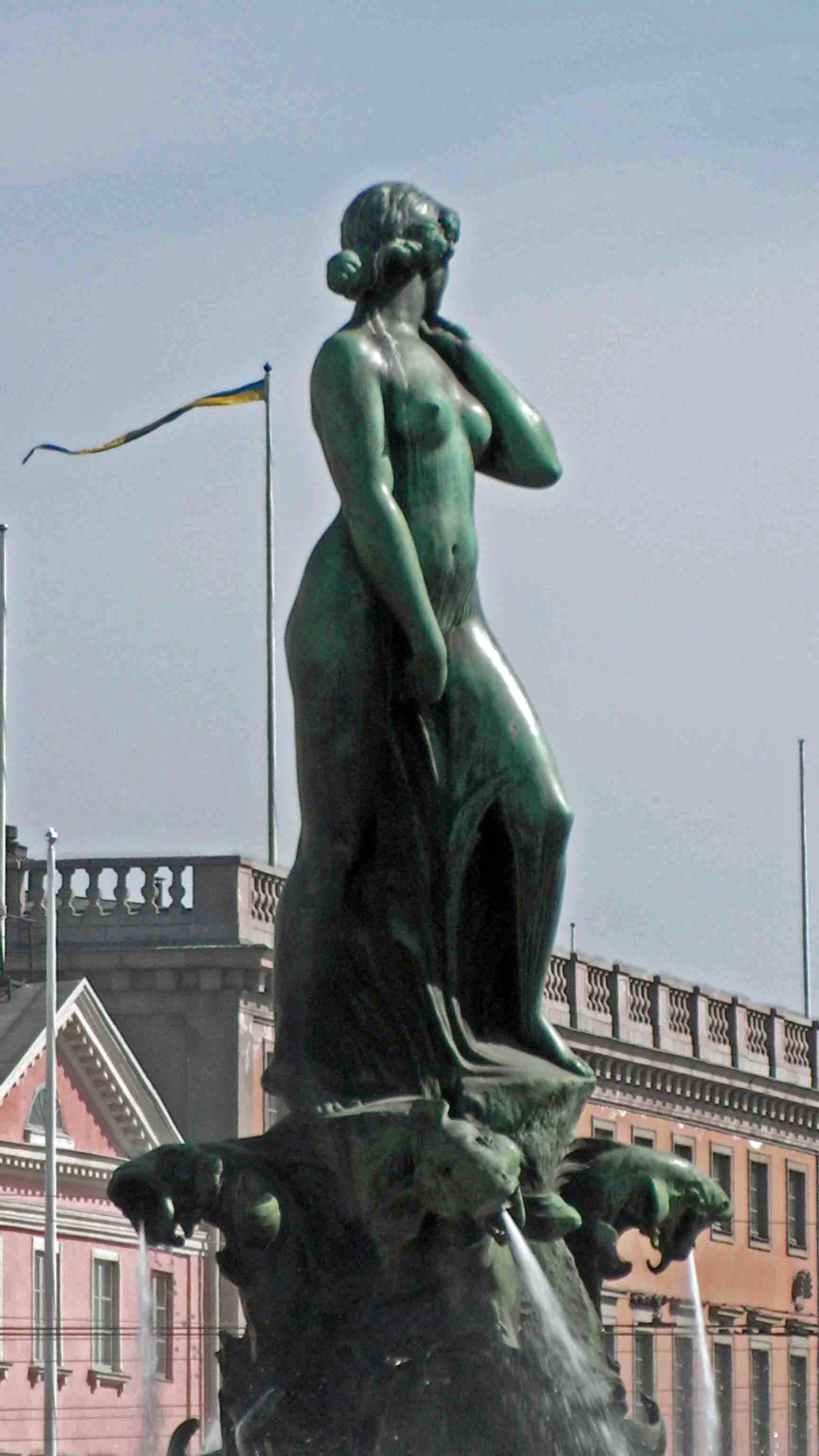
Havis Amanda de Ville Vallgren[10].